# Tito Priférnio
Tito Priférnio (Peto?) (em latim: Titus Prifernius (Paetus?)) foi um senador romano nomeado cônsul sufecto para o nundínio de maio a agosto de 96 com Quinto Fábio Postúmino. É possível que Tito Priférnio Gêmino, cônsul sufecto, em 123 tenha sido seu filho.
Sabe-se que Priférnio foi legado imperial na Mésia Superior entre 112 e 115.